# Casque de pompier

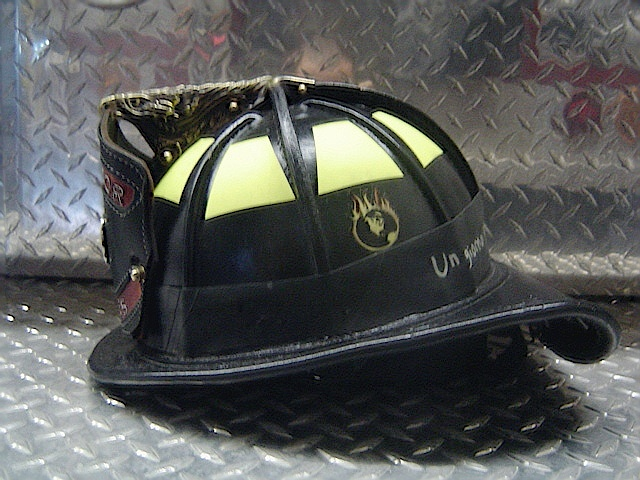
Casque emblématique et toujours utilisé des pompiers américains.

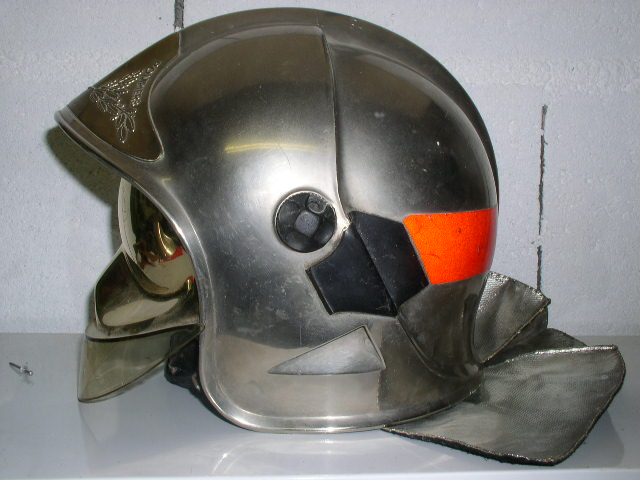
Casque F1 actuel des pompiers français.

Un casque de pompier est un type de casque destiné à protéger la tête des pompiers lors de leurs interventions. Il fait partie des équipements de protection individuelle au même titre que le reste de la tenue d'incendie des pompiers.

## Histoire

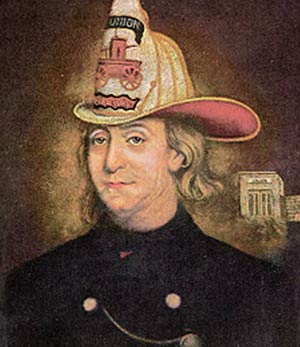
Peinture d'un pompier américain de 1850 avec son casque, dont la forme n'a guère évolué dans ce pays jusqu'à aujourd'hui.

Les anciens casques étaient en cuir (États-Unis) ou en métal (en France : laiton puis inox). Au début, il ne couvraient pas toute la tête, ce n'est qu'à partir de la fin du XXe siècle que les casques commencèrent à couvrir l'entièreté de la tête et pas juste le haut du crâne. Ce sont des casques dits « intégraux ». Ce n'est pas le cas dans tous les pays, aux États-Unis par exemple, les casques ne sont pas de ce type et ne couvrent que le haut du crâne. Les casques en matière plastique se sont répandus dans les années 1980.

## Utilisation

### Type de protection
Le casque de pompiers protège principalement de la chaleur, des chocs (progression sans visibilité) et chutes d'objets (effondrements). Il peut être associé à un appareil respiratoire isolant (ARI) (bouteille d'air comprimé portée sur le dos dont le masque facial se fixe au casque) qui permet de respirer même dans une atmosphère enfumée ou toxique et donc permet de protéger les voies respiratoires.

### Élément de reconnaissance

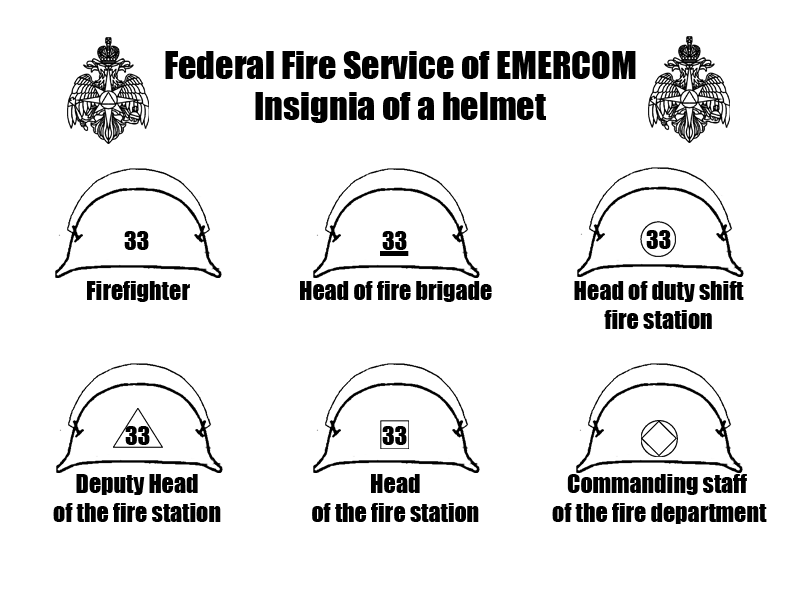
Le casque a aussi une fonction de reconnaissance et se voit généralement appliquer les grades des pompiers, comme cet exemple des grades des pompiers russes du Ministère des Situations d'urgence.

Le casque est également, de facto, un élément externe et visible afin de reconnaitre un sapeur-pompier et de le différencier d'un autre agent (par exemple d'un policier ou d'un ambulancier lors d'une intervention commune). Dans bon nombre de pays, les casques servent également à apposer le grade du pompier et de le rendre visible et identifiable par tous. Certains pays adoptent d'ailleurs des couleurs de casque différentes pour différencier les officiers supérieurs, les officiers, les sous-officiers et les hommes du rang.

## Casques par pays

### Belgique

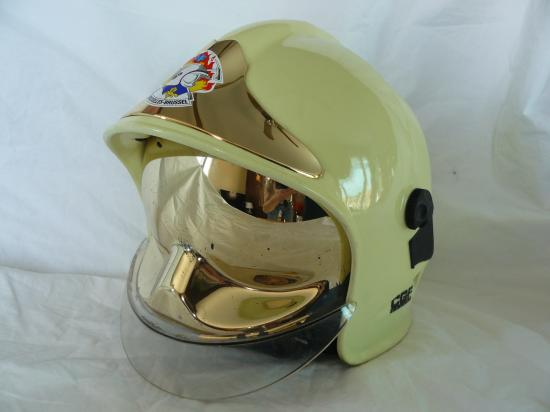
Ancien casque des pompiers belges, un casque F1 des pompiers de Bruxelles.

Les pompiers belges ont utilisé le casque F1 jusqu'au milieu des années 2000 lorsqu'il s'est vu remplacé par les casques de la firme Dräger. 
Les propriétés minimales des casques de pompiers belges sont régies par des textes bien précis. Grâce à leur casque, on peut reconnaitre leur grade afin de les identifier.

### États-Unis

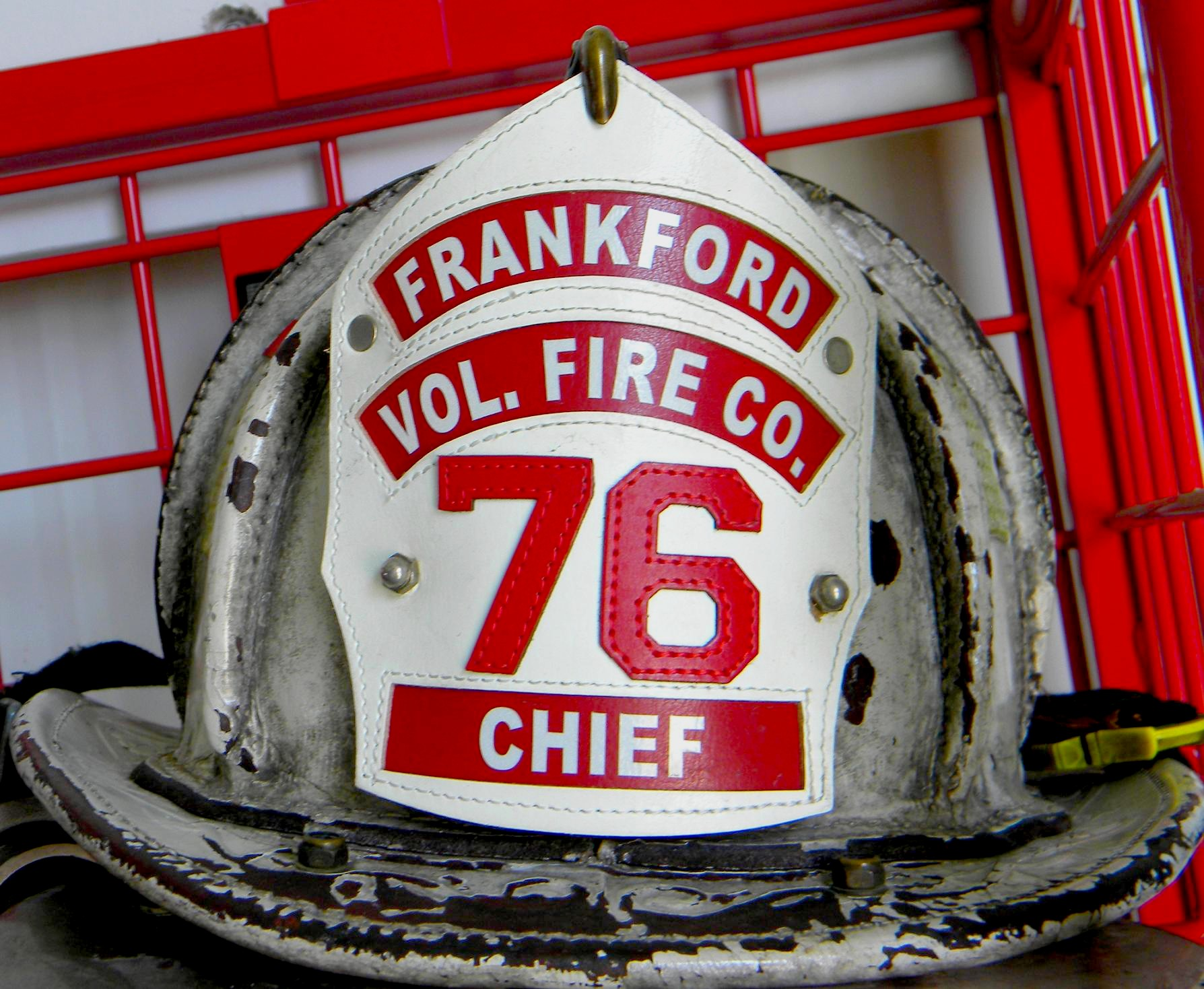
Le casque américain d'un chef de service, de couleur blanche.

Le casque américain est le plus connu et probablement le plus emblématique des casques de pompiers.

### France
En France il existe deux types de casques pour les pompiers :
- le casque F1 pour les feux urbains : il a un revêtement nickelé pour réfléchir la chaleur, et dispose de deux visières, une visière anti-projection (utilisée en secours routier par exemple), et une visière transparente ou dorée contre le rayonnement thermique. Le casque est maintenu par une mentonnière et on peut ajouter un bavolet en tissu aluminisé ou en feutre, accroché par des Velcro ;
- le casque F2 pour les feux de forêt : c'est un casque plus léger, de couleur rouge (pour les hommes du rang), jaune (pour les sous-officiers) ou blanche (pour les officiers), et muni de lunettes de protection et d'une jugulaire.

Différentes couleurs apparaissent pour le casque de feux de structures (appelé communément casque F1, qui correspond à un modèle déposé). Ces couleurs sont généralement associées aux grades ou aux fonctions du personnel (le plus souvent correspondant aux couleurs citées pour le casque F2 ci-dessus) ; mais aucun texte ne régit l'attribution de ces couleurs. De ce fait, l'attribution des couleurs peut changer d'un département à l'autre.

### Luxembourg
Les pompiers luxembourgeois utilisent le casque F1 argenté, tout comme les pompiers français.

### Royaume-Uni

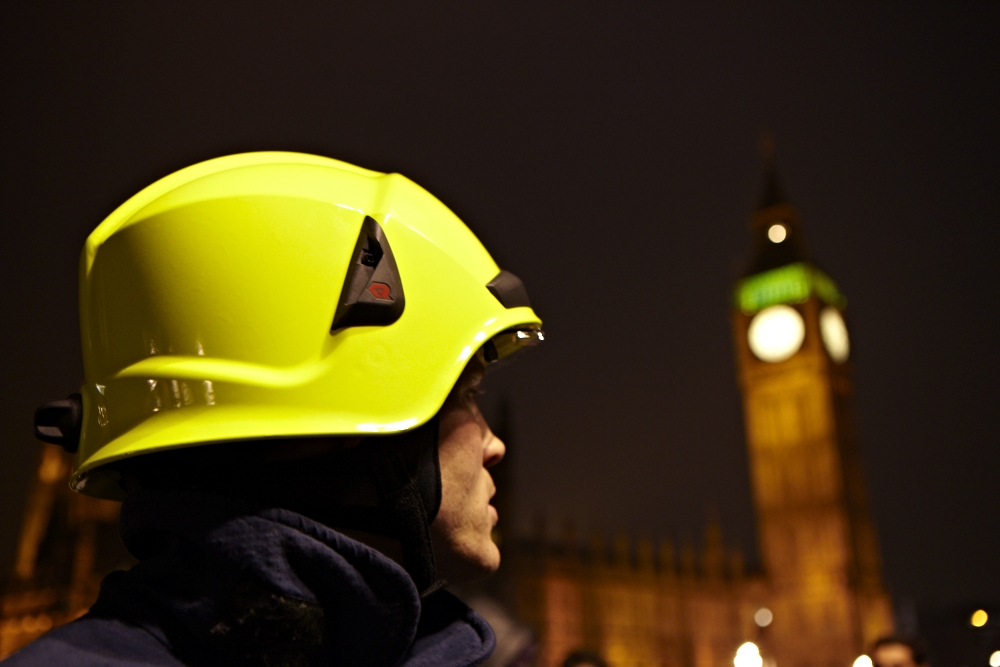
Casque d'un pompier anglais.

### Suisse
Les pompiers suisses utilisent essentiellement le casque F1, bien que certaines communes en Suisse alémanique aient choisi des modèles de marque Dräger ou Rosenbauer.

## Symbolique
Le casque de pompier est, avec la grande échelle, l'un des symboles forts du métier de pompier. Il représente la fonction et les idéaux qui y sont liés. 

### Représentations et décorations

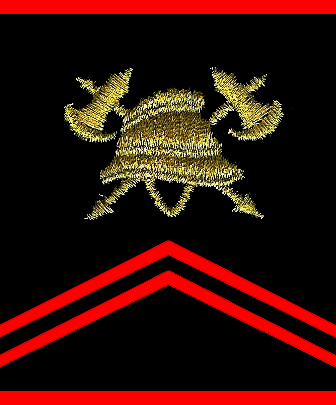
Le casque est un symbole utilisé notamment pour orner les grades, comme ici un caporal des pompiers belges.

Il sert notamment à orner certains écussons, voir les grades dans certains pays, comme ceux des pompiers belges.

### Collections
Nombreux sont les personnes privées ou les musées dont les casques font l'objet d'une collection, vu leur symbolique, parmi eux:
- Le musée L'univers des pompiers, à Athus, en Belgique.

## Galerie de photographies

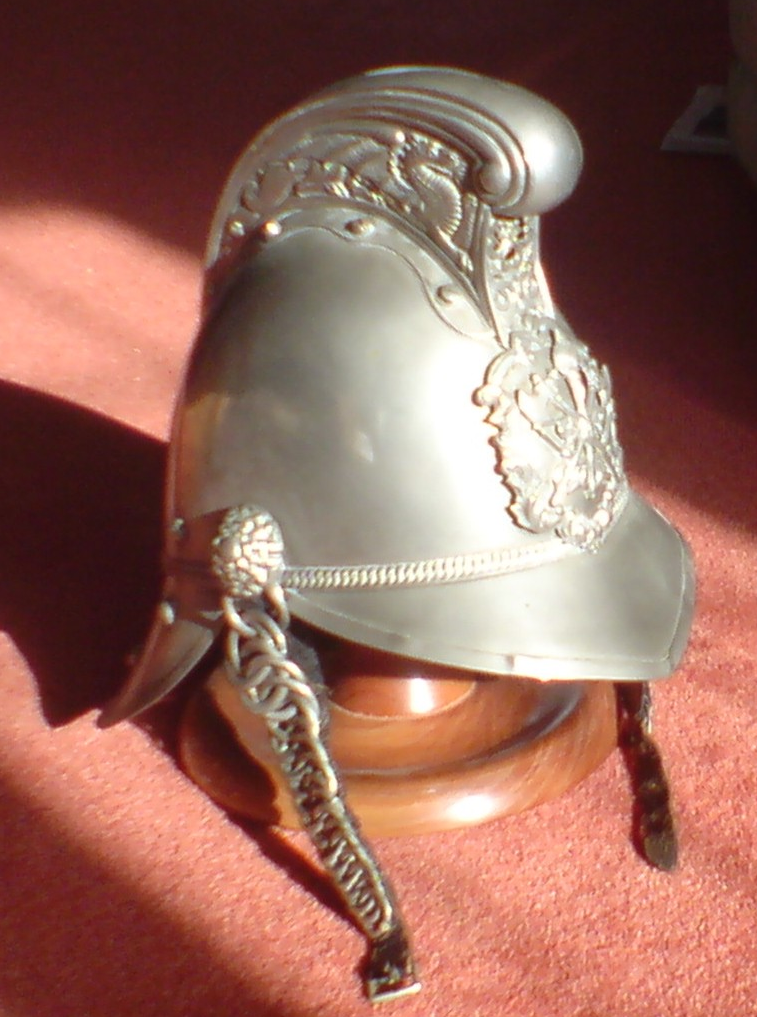
Ancien casque de pompier anglais.
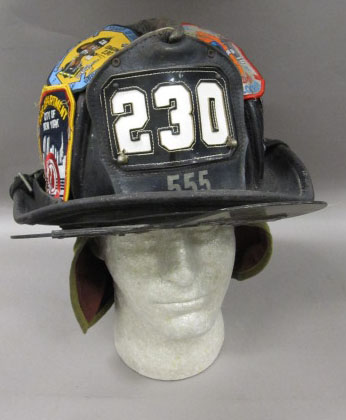
Casque des pompiers de New York.
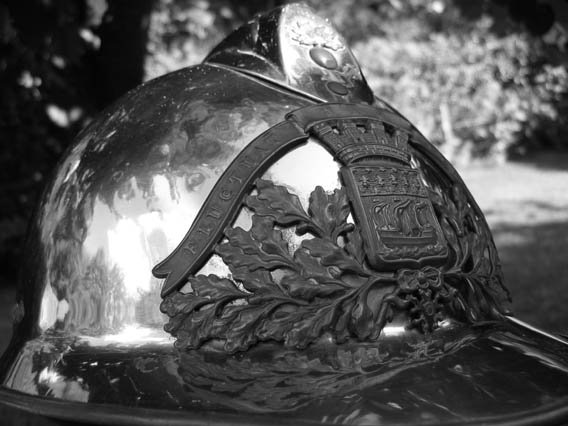
Casque Adrian des pompiers de Paris, en France, de 1933.
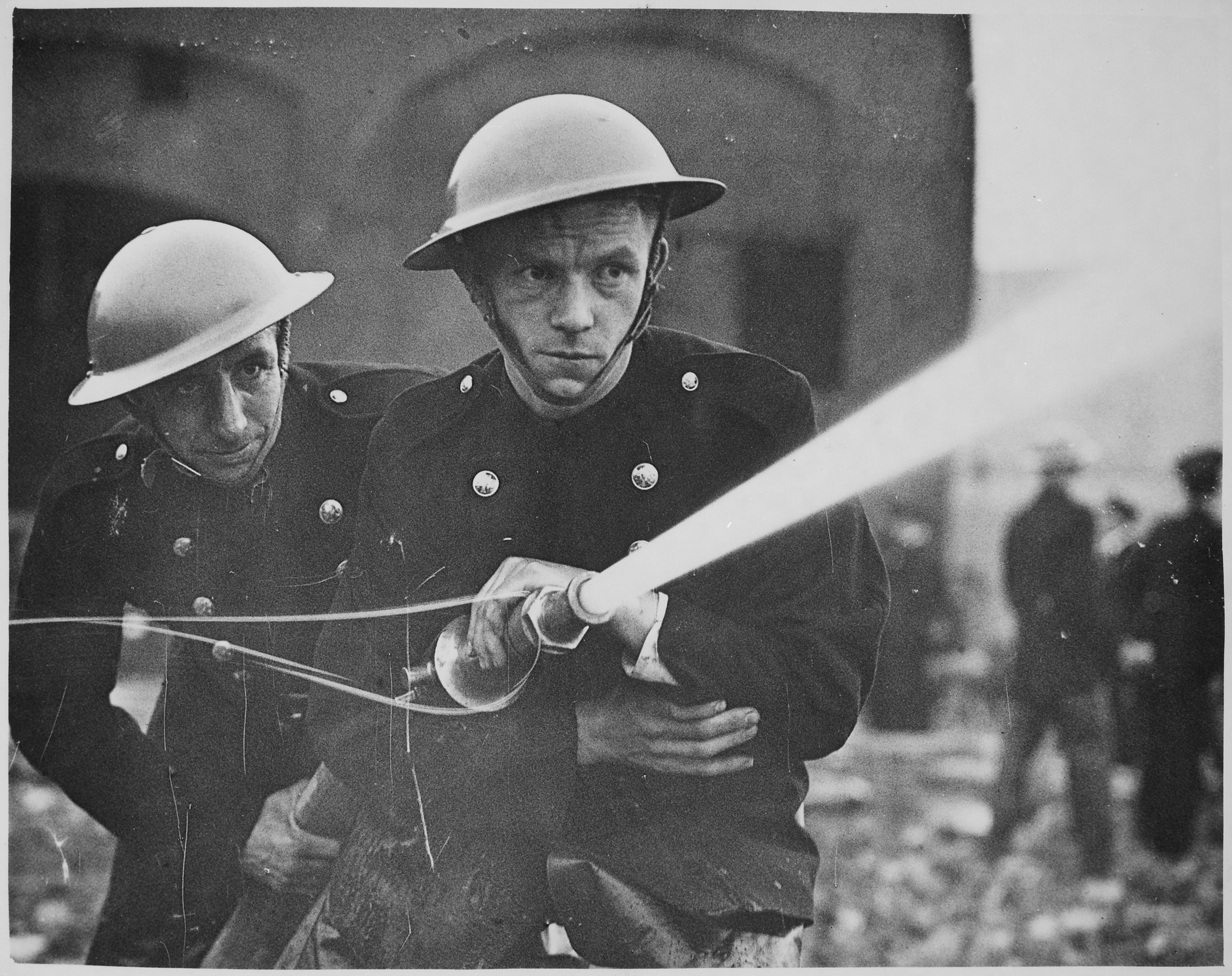
Casque des pompiers de Londres lors de la Seconde Guerre mondiale.